# Xanthomixis cinereiceps
El bulbul coronigrís (Xanthomixis cinereiceps) es una especie de ave paseriforme de la familia Bernieridae endémica de Madagascar.

## Distribución y hábitat
Se encuentra únicamente en los montes del este de la isla de Madagascar. Su hábitat natural es la selva subhúmeda de Madagascar.